# Хершипарк-арена
Хершипарк-арена (англ. Hersheypark Arena, первоначально «Херши Спортс-арена» (англ. Hershey Sports Arena)) — многофункциональный крытый спортивный комплекс, расположенный в Херши (штат Пенсильвания, США). Вместимость арены составляет 7286 человек для хоккейных матчей и 8000 включая стоячие места. Арена была построена в 1936 году и называлась «Херши Спортс-арена».
«Хершипарк-арена» использовалась как домашняя площадка хоккейной командой «Херши Беарс» из Американской хоккейной лиги до 2002 года, когда клуб переехал в новый «Джайант-центр» (10 500 человек). Однако команда до сих пор использует арену в качестве тренировочной. Арена принимала несколько выставочных игр НХЛ, принимала 18 финалов Кубка Колдера и 3 матча всех звёзд АХЛ. В настоящее время в «Хершипарк-арене» проводят свои домашние игры хоккейные команды колледжа Лебанон-Уэлли и Университета Шипперсбурга. Осенью и зимой на выходных арена используется как каток.
«Хершипарк-арена» принимала несколько баскетбольных игр. 2 марта 1962 года центровой «Филадельфии Уорриорз» Уилт Чемберлен забил 100 очков в игре против «Нью-Йорк Никс», установив рекорд НБА не побитый до сих пор.
На арене также проходят музыкальные концерты, ледовые шоу, боксёрские поединки, теннисные матчи и шоу рестлинга, включая ппв шоу WWF In Your House в 1995 году.
13 октября 1953 года на арене отпраздновал свой день рождения Президент США Дуайт Эйзенхауэр, чья ферма и «Белый Дом на выходные» был расположен рядом с Геттесбургом.